# 奥沢誠
奥沢 誠（おくさわ まこと、1948年9月 - ）は、日本の物理学者・教育学者。群馬大学名誉教授。専門は、物理学・科学教育学。

## 来歴・人物
- 1948年9月　群馬県に生まれる
- 1972年3月　東北大学理学部物理学科卒業
- 1977年3月　東北大学大学院理学研究科物理学専攻博士課程修了　理学博士　「遷移金属化合物における内殻X線光電子スペクトル線分裂の研究 」
- 1977年4月　大阪府立大学理学部助手
- 1990年4月　群馬大学教育学部理科専攻助教授
- 1997年4月　群馬大学教育学部理科専攻教授
- 2014年4月　群馬大学教育学部理科専攻名誉教授

現在は非常勤講師（日本大学工学部等）として『物理』関係のゼミを開講し、学生に講義を行っている他、出張公演・イベントなども行っている。

## 専門分野
物理学
- 固体におけるオージェ・光電子コインシデンス分光

コインシデンス分光・電子分光・固体
- 物性I
- 薄膜・表面界面物性
- 電子・電気材料工学

強相関電子系に関する光電子分光学的研究
- 光電子分光強相関電子系
- 物性I
- 物性II

## 担当講義
主に物理学
- 電磁気学
- 量子力学
- 物理学実験
- 小学校・中学校の理科教育指導

## 著書・論文

### 論文

#### 単著
- 『電子・電子同時計測における制御システムの開発』　群馬大学教育学部紀要 自然科学編 （大学・研究所等紀要　2000年）
- 『4f準位三重占有を考慮した、Ce化合物XPS内殻スペクトルのモデル計算』　群馬大学教育学部紀要 自然科学編 （大学・研究所等紀要　2001年）
- 『Ce3dXPSによる、Ce金属電子状態の温度および表面深さ依存性の研究』　群馬大学教育学部紀要　自然科学編　 （2002年）
- 『XPSによるMgB2内電子状態の温度依存性の研究』　群馬大学教育学部紀要　自然科学編 （2004年）
- 『身近な大気光学現象を通した物理法則理解―「空の色」と「光散乱」―』　群馬大学教育実践研究　（2004年）
- 『大学からみた、理科教育の現状と課題』　群馬県高等学校教育研究会理化学部会会誌 （2003年）
- 『オージェ・エネルギー損失電子同時計数の試み』　群馬大学教育学部紀要　自然科学編 （2005年）
- 『高温超伝導体La2CuO4+δにおける電子状態のＸ線光電子分光学的研究』　群馬大学教育学部紀要　自然科学編 （2006年）
- 『炎色反応を簡便に観察するための教材の試作』　群馬大学教育実践紀要 （大学・研究所等紀要　2005年）
- 『「人が入れるシャボン玉」の教材化の研究－膜の保持時間の伸長化と科学教室での実践－』 　群馬大学教育実践紀要 （大学・研究所等紀要　2006年）

#### 共著
- 『固体に関する光電子スペクトルの解析法とその内殻準位線への応用』　群馬大学教育学部紀要 自然科学編 （大学・研究所等紀要　1996年）
- 『光電子スペクトルにおける温度依存性の解析法とその高分解能価電子帯スペクトルへの応用』　群馬大学教育学部紀要 自然科学編 （大学・研究所等紀要　1997年）
- 『オージェ・光電子同時計数装置の製作と性能評価』　群馬大学教育学部紀要 自然科学編 （大学・研究所等紀要　1999年）
- 『La金属におけるX線励起La　スペクトル強度の放出角度及び温度依存性』　群馬大学教育学部紀要 自然科学編 （大学・研究所等紀要　1998年）

## 所属学会
- 日本物理学会
- 日本放射光学会
- 日本物理教育学会